# Suze Groenewegplantsoen
Het Suze Groenewegplantsoen is een straat en plantsoen in Amsterdam Nieuw-West. De straat kreeg per raadsbesluit (stadsdeel Slotermeer/Geuzenveld) 2 november 1993 haar naam, een vernoeming naar Suze Groeneweg.
Het plantsoen en bebouwing werd aangelegd in het kader van stadsverdichting. Gemeente Amsterdam vond begin jaren negentig een mogelijkheid in een strook tussen de Ruys de Beerenbrouckstraat en de Haarlemmerweg. Het plantsoen was tot dan toe een beboste uitloper van het Eendrachtspark afgescheiden door de straat.
De bebouwing staat parallel en vrij direct langs de Ruys de Beerenbrouckstraat, daarvan gescheiden door een groenstrook. Aan die zijde bevindt zich de achtergevel van het complex dat de naam Parkzicht kreeg. Woningen, doorlopend genummerd van 1 tot en met 99, zijn toegankelijk aan de noordzijde, waar een plantsoen de bebouwing scheidt van de Haarlemmerweg, die vanwege de te verwachten geluidsoverlast voorzien werd van geluidsschermen. In opdracht van de gemeente ontwierpen architecten Hein van Meer en Hans Putter complexen, maar het is niet bekend of de neergezette bebouwing ook naar hun ontwerp is neergezet. De woningen zijn voor verkeer alleen te bereiken via het poortgebouw of de Dolhaantjesstraat. Voetgangers kunnen de flat van alle zijden bereiken. Er is ook voor gemotoriseerd verkeer geen verbinding met de Haarlemmerweg, wel voor voetgangers en fietsers middels brug 1560. 

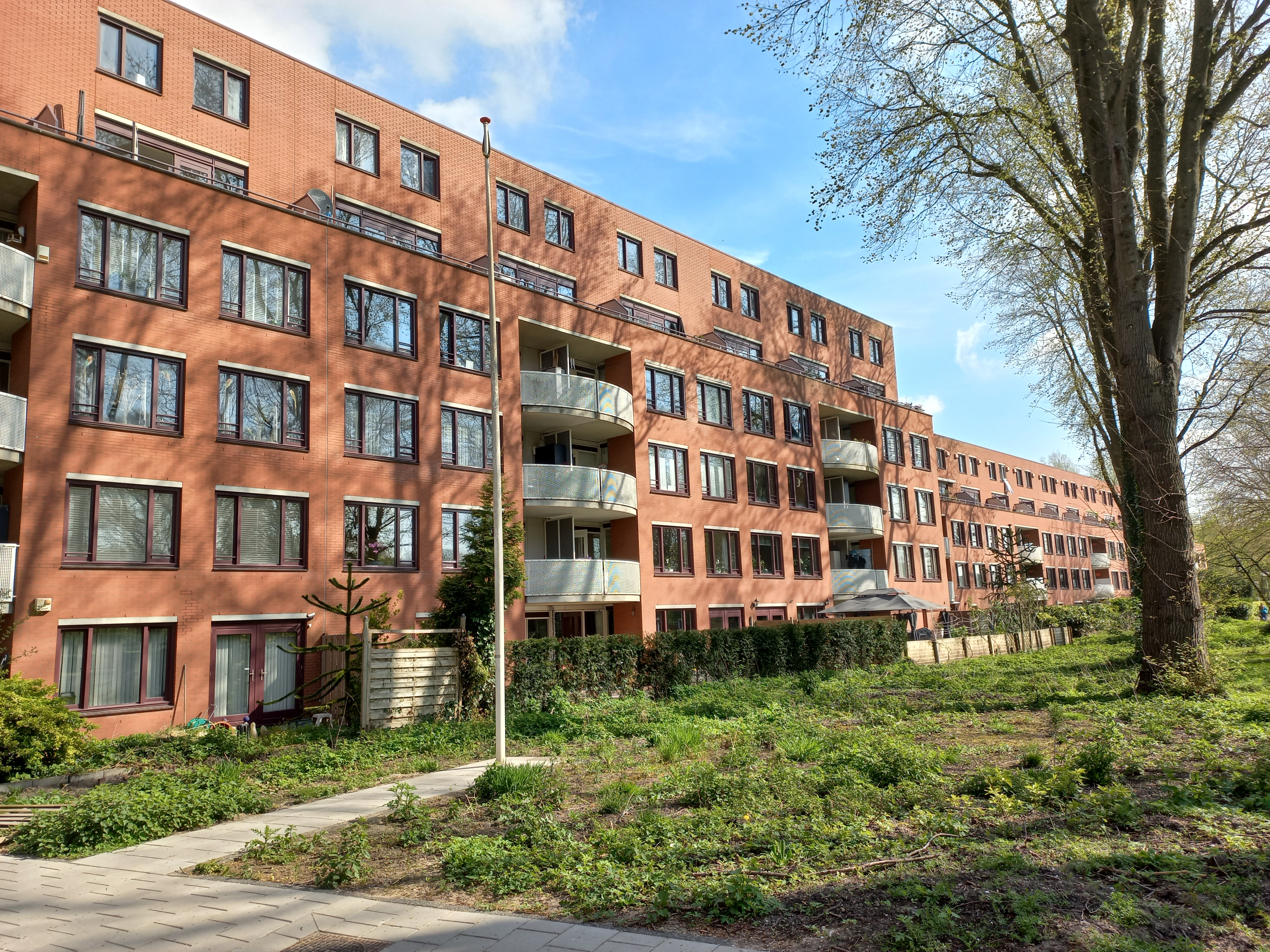
Zuidelijke gevelwand aan Ruys de Beerenbrouckstraat (april 2022)

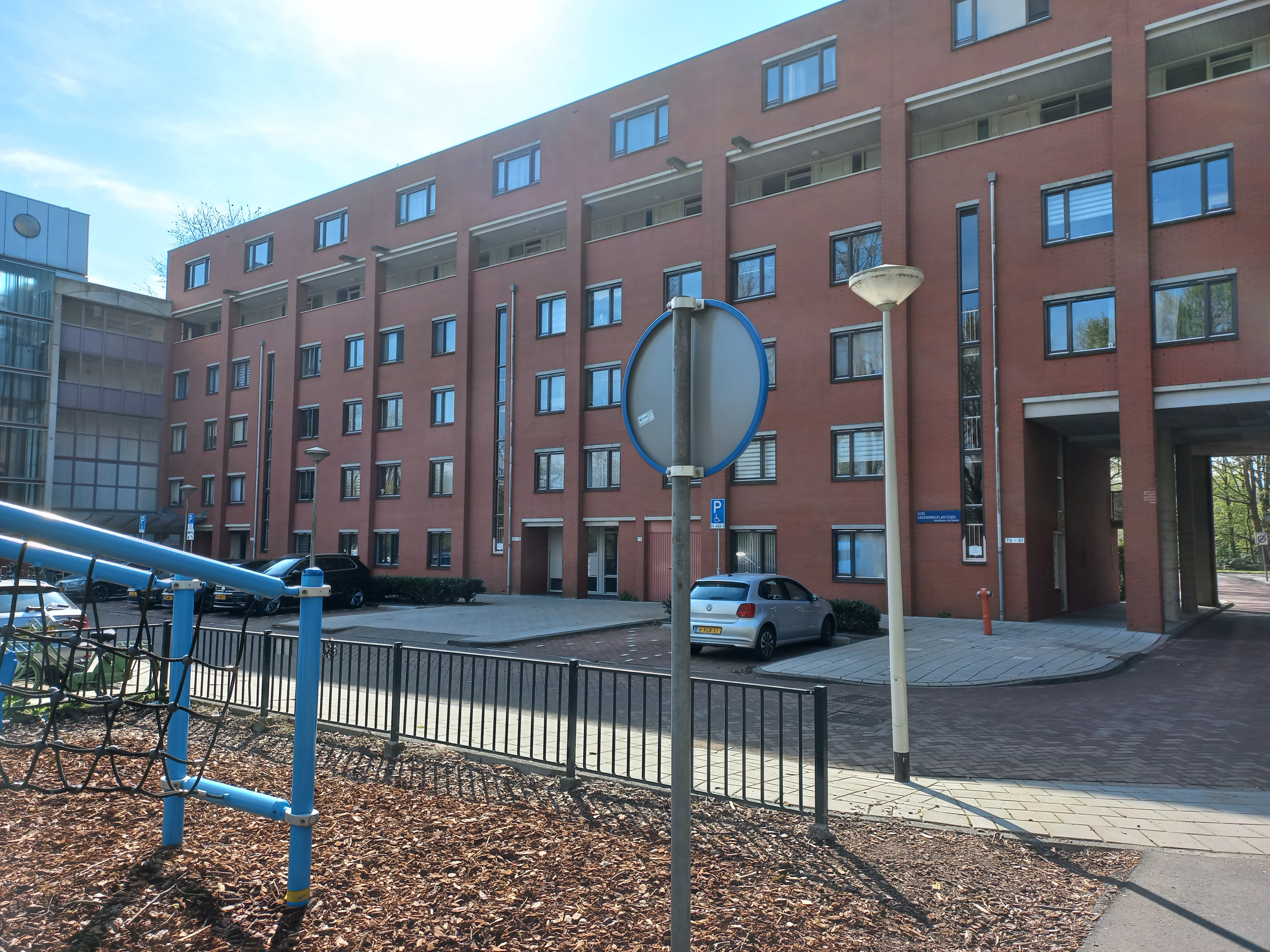
Noordelijk gevelwand van hetzelfde gebouw (april 2022)